# Untreumühle
Untreumühle (fränkisch: Uhdrai-mil) ist ein Gemeindeteil der Stadt Leutershausen im Landkreis Ansbach (Mittelfranken, Bayern). Untreumühle liegt in der Gemarkung Jochsberg.

## Geografie
Die Einöde steht etwa einen halben Kilometer südlich der Ortsmitte des Kirchdorfs Jochsberg von Leutershausen am linken Ufer des Hagenbachs, der nach Passieren der Mühle etwa 700 Meter weiter im Ostsüdosten von rechts in die obere Altmühl mündet. Eine Gemeindeverbindungsstraße, die Mühlstraße, führt von Jochsberg im Norden her an der Mühle vorbei über den Hagenbach zum rechten Talrand, wo die Staatsstraße 2249 von Leutershausen her die Orte am oberen Hagenbach erschließt.

## Ortsnamendeutung
Die Mühle wurde wahrscheinlich nach dem Familiennamen ihres Erbauers oder eines frühen Besitzers benannt. Dass sich ein Mühlenname – wie in diesem Falle – über die Jahrhunderte hin fast unverändert erhält, ist selten.

## Geschichte
Erstmals urkundlich erwähnt wurde das Anwesen im Jahr 1345 als Mühle des „Untriuwe müllner“; in der zweiten Hälfte des 14. Jahrhunderts ist ein „vor dem Tor vor Leutershausen“ wohnender Walther Untrew als burggräflicher Untertan bezeugt. Ein markgräflicher Lehenbrief von 1459 für die Burg Jochsberg bezeichnet das zur Burg gehörende Anwesen als Mühle „zu der Untrewe gelegen“. Für 1531 ist die Bezeichnung „Untreu Mühl“ überliefert. 1656 errichtete ein österreichischer Exulant auf der Untreumühle eine Schneidmühle. Laut der Vetterschen Amtsbeschreibung von 1732 gehörte die in der „Gemeind Jochsberg“ liegende Untreumühle dem Vogtamt Jochsberg, war nach St. Mauritius in Jochsberg gepfarrt und hatte dem Vogtamt den Zehnt zu leisten. Das Vogtamt übte die Vogtei inner Etters, die Fraisch aber das brandenburg-ansbachische Stadtvogteiamt Leutershausen aus. Daran änderte sich nichts bis zum Ende des Alten Reiches. Von 1797 bis 1808 unterstand der Ort dem Justizamt Leutershausen und Kammeramt Colmberg.
Im Rahmen des Gemeindeedikts wurde die Untreumühle dem 1808 gebildeten Steuerdistrikt Jochsberg zugeordnet. Es gehörte auch der 1810 gegründeten Ruralgemeinde Jochsberg an.
Gemäß einem Handbuch für Mittelfranken von 1846 und von 1856 war die Untreumühle sowohl eine (Getreide-)Mühle als auch eine Hammerschmiede. Das Mühlenanwesen war auch ein landwirtschaftlicher Betrieb; so wurden hier nach einem Verzeichnis von 1873 13 Rinder gehalten.
Die Untreumühle wurde mit der Gemeinde Jochsberg im Zuge der Gebietsreform in Bayern am 1. Januar 1972 in die Stadt Leutershausen im Landkreis Ansbach eingemeindet.

## Einwohnerentwicklung
| Jahr      | 001818 | 001840 | 001861 | 001871 | 001885 | 001900 | 001925 | 001950 | 001961 | 001970 | 001987 |
| Einwohner | 7      | 8      | *      | 10     | 8      | 8      | 9      | 12     | 5      | 4      | 4      |
| Häuser    | 1      | 1      |        |        | 2      | 1      | 1      | 1      | 1      |        | 1      |
| Quelle    | [ 21 ] | [ 15 ] | [ 22 ] | [ 17 ] | [ 23 ] | [ 24 ] | [ 25 ] | [ 26 ] | [ 27 ] | [ 28 ] | [ 1 ]  |

## Religion
Der Ort ist seit Reformation evangelisch-lutherisch geprägt und bis heute nach St. Mauritius (Jochsberg) gepfarrt. Die Einwohner römisch-katholischer Konfession sind nach Kreuzerhöhung (Schillingsfürst) gepfarrt.